# フェリペ4世 (1623年)
『フェリペ4世』(フェリペよんせい、西: Felipe IV、英: Philip IV) は、バロック期のスペインの巨匠ディエゴ・ベラスケスが1623年にキャンバス上に油彩で描いたスペイン国王フェリペ4世の肖像画である。フェリペ4世は約40年の間にベラスケスに自身の肖像を数多く描かせたが、本作は全身像としては第1作で、20歳のころの王の姿を表わしている。制作されてから3年か4年後にベラスケス自身が作品に修正を加え、さまざまな変更がなされた。作品はマドリードのプラド美術館に所蔵されている。

## 作品
本作において、ベラスケスは国王肖像画の定式を確立したといえる。フェリペ4世は背がすらりと伸びて直立し、優雅と威厳と気品を同時に備えている。垂れた目と長く太い鼻、厚い唇と突き出した顎というハプスブルク家の血統を継いだ、決して美しいとはいえない国王の容貌を、画家は陰りなく滑らかに神聖なイメージで描出するのに成功している。
本作のフェリペ4世像は厳粛なもので、彼の地位と責任、そして彼の統治の開始時における改革の意志に言及する事物で満たされている。王の左手が柄載せられた剣と机の上のシルクハットは、正義の行政とスペイン統治下の諸王国の防衛を示唆する。腹部にある金羊毛騎士団の徽章は王の血統を、右手の紙片は彼の行政に関する義務を示唆する。
衣服にさえも意味が込められている。より以前の王の肖像画よりも衣服は謹厳なもので、宝石も他の装飾品もない。カラーは、1623年に以前の装飾的で高価であったレチュギリャ (Lechuguilla) に取って代わったバロナ (valona) である。この肖像画が制作された当時、より簡素なバロナは、フェリペ4世の治世の初期を特徴づけた謹厳性、改革、職務、公共の福祉への意欲の象徴であった。彼は、父フェリペ3世と関連づけられたえこひいき、気まぐれ、浪費とは距離を置こうとしたのである。
当時、フェリペ4世は、公共の場でしばしばもっと高価で装飾のある衣服を纏っていた。しかし、ベラスケスによって創造されたこの公式の肖像には、そうした装飾は避けられている。当時の目撃者によると、立って、机に寄りかかり、金羊毛騎士団の徽章を着けたこの肖像画の姿は、王が来客を迎える時のものであった。
王は、カーテンなどの付属物が何もなく、非常に微妙な光と色彩の諧調に特徴づけられる空間に置かれている。驚異的なのは、空気の層と影のみで三次元性を生む空間の処理である。王はさまざまな黒の色調を示す衣服を纏い、鑑賞者の間近にいる。その姿勢は堅固で、かつゆったりしており、顔の描写は簡潔なものである。それは、王の威厳と直接的に結びつけられる感情を排した肖像である。かくして、ベラスケスは、以前のいかなるものとも非常に異なった王の肖像を作り上げた。絵画的造形と、物語的、あるいは象徴的要素の融合により、この作品はスペインの宮廷肖像画中の最高傑作となっている。
なお、本作が最初に制作されてから2年か3年後に、ベラスケスはさまざまな部分に変更を行っている。フェリペ4世の人物像はより細身にされ、両脚の間は狭められ、マントは小さくされた。机は王の手の位置まで高くされ、右手の紙片はよりよく見えるようにされ、顔もだいぶ変更されている。これらの変更がなされたのには、2つの目的があった。1つは22歳か23歳という当時の王の年齢に合わせることで、もう1つは王の容貌をより簡潔にして、距離感と威厳を増すことであった。当時、宮廷肖像画でこうした変更をすることは一般的で、ベラスケスの周囲では普通のことであった。

## 関連作品

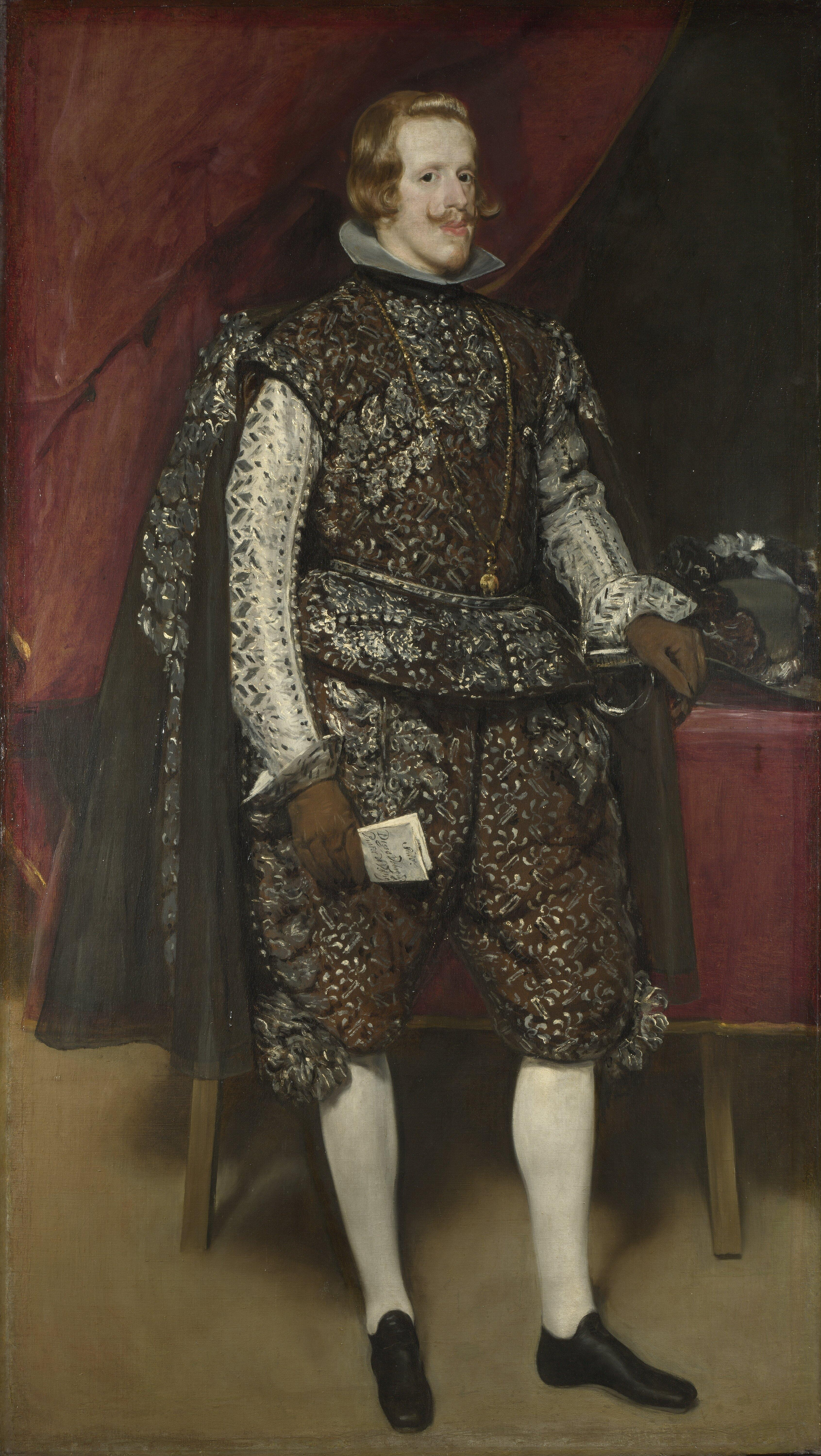
ディエゴ・ベラスケス『茶と銀の装いのフェリペ4世』 (1631-1632年ごろ)、ナショナル・ギャラリー (ロンドン)
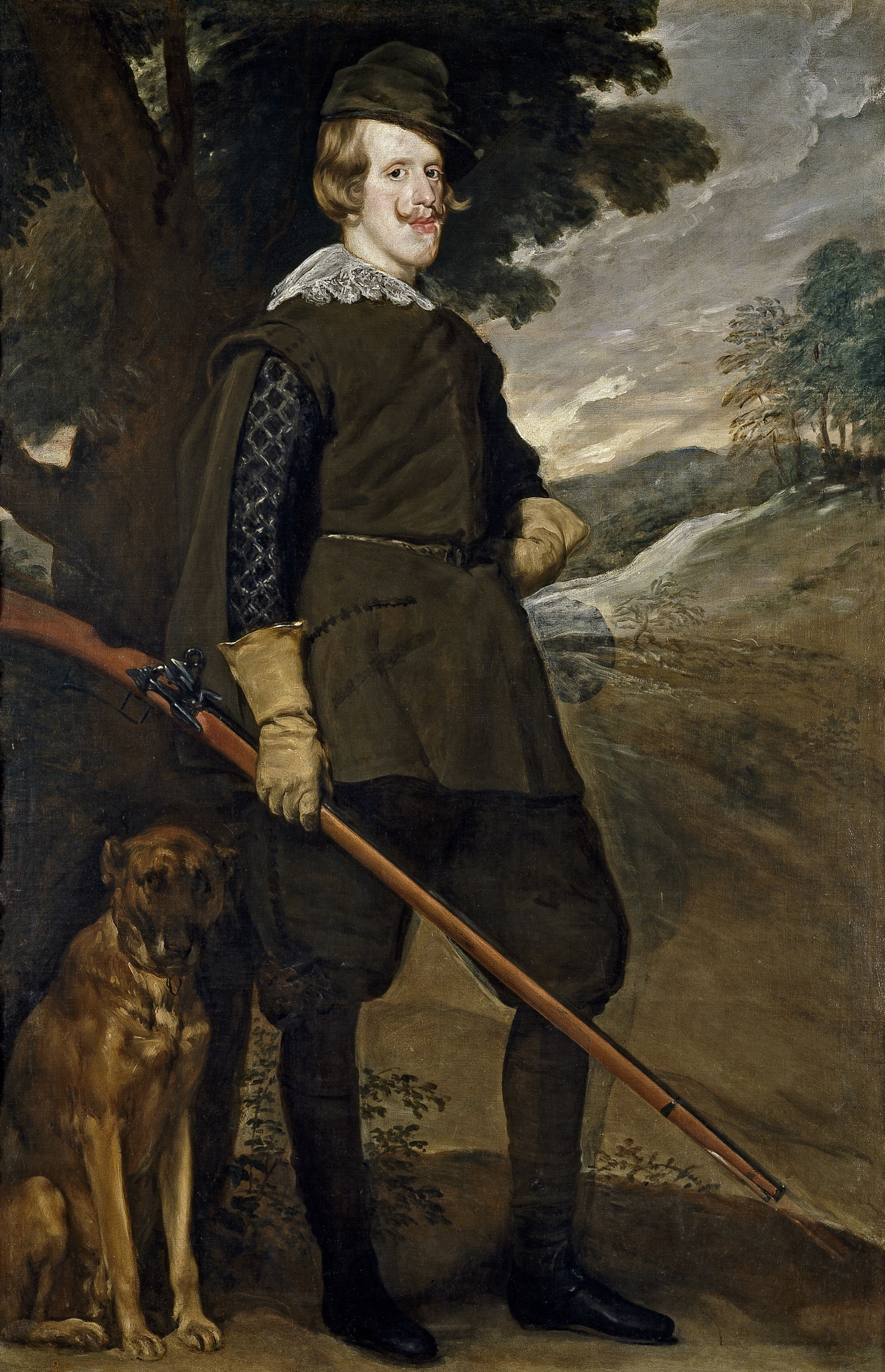
ディエゴ・ベラスケス『狩猟服姿のフェリペ4世』 (1632-1634年)、プラド美術館
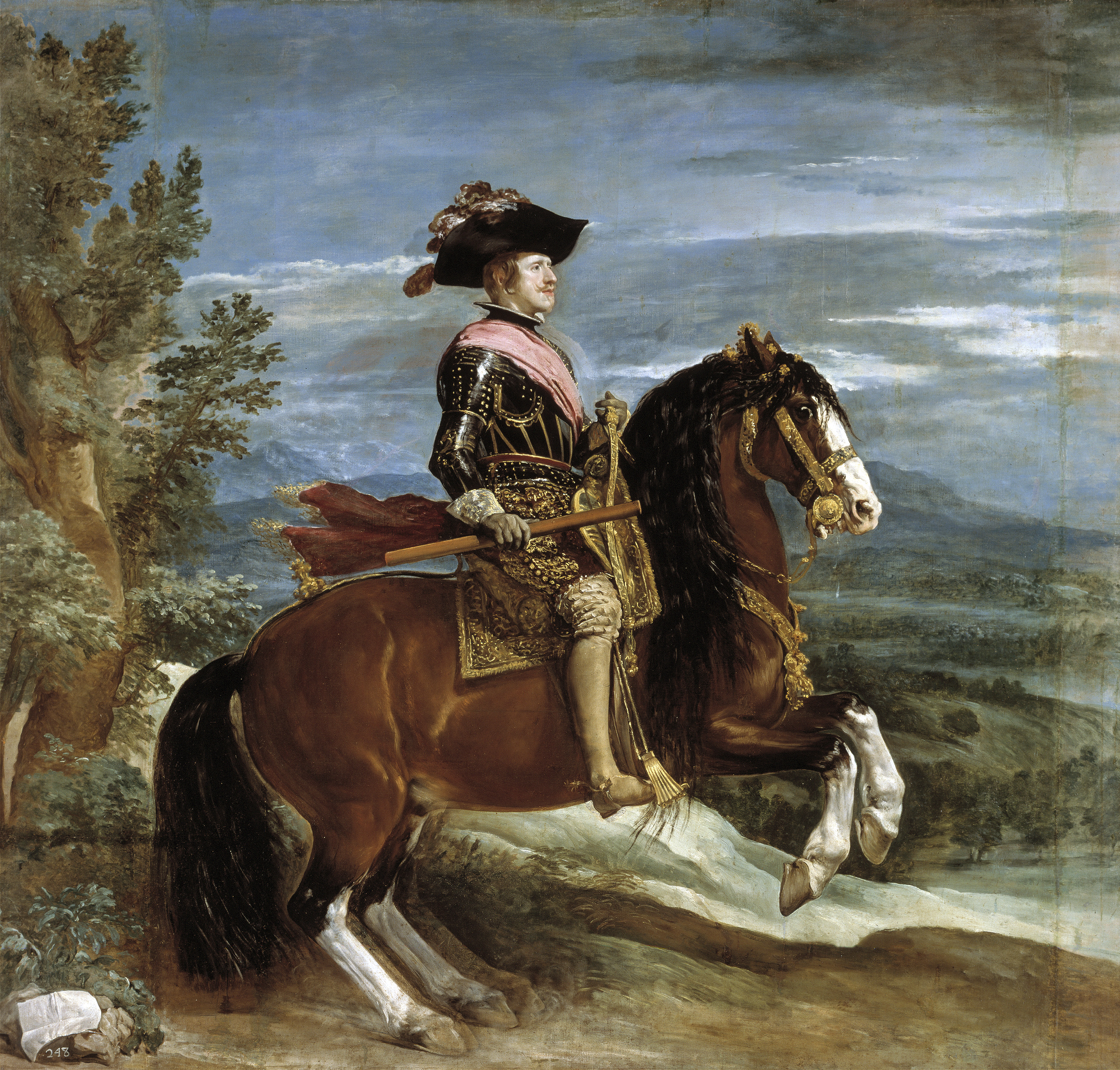
ディエゴ・ベラスケス『フェリペ4世騎馬像』 (1635年ごろ)、プラド美術館
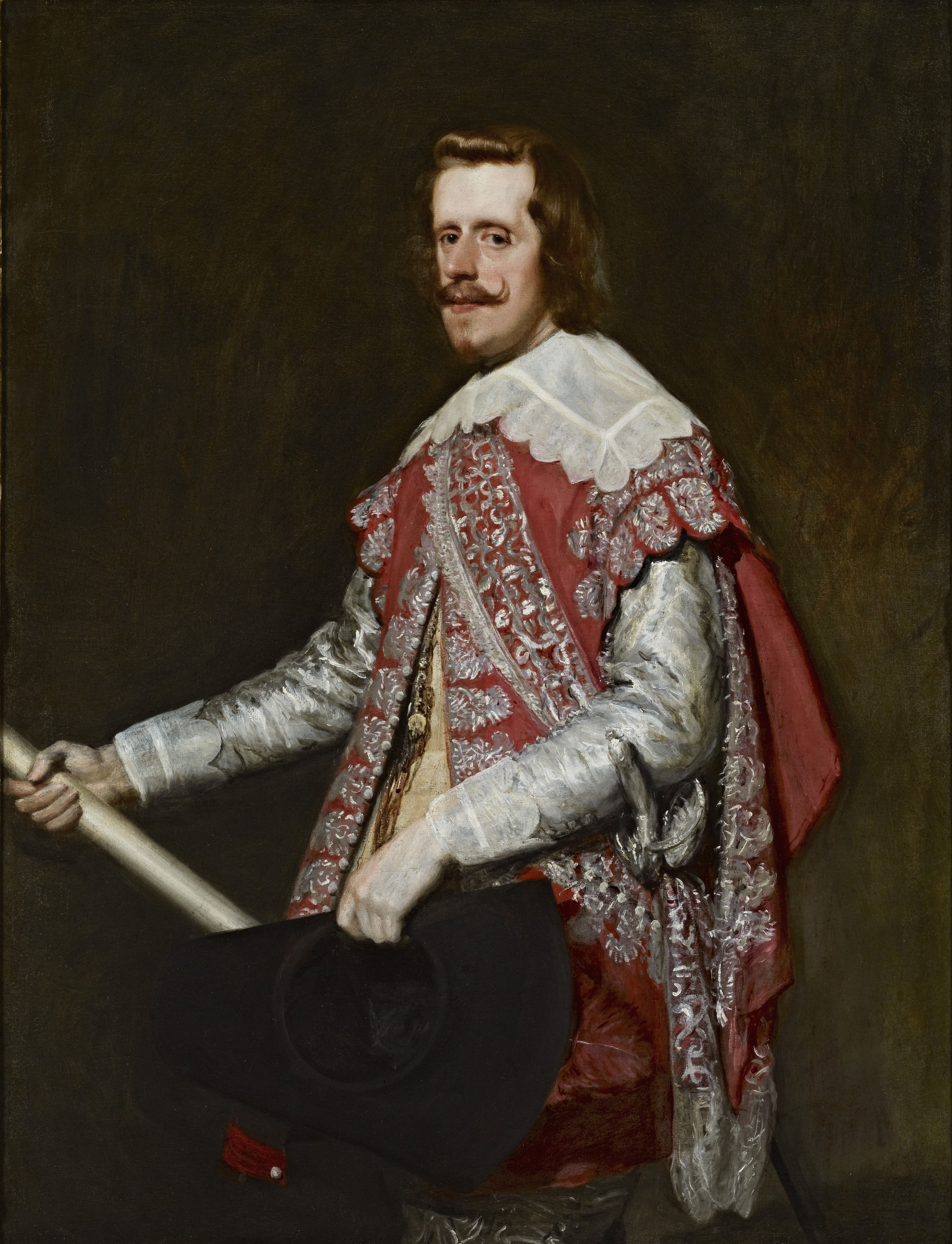
ディエゴ・ベラスケス『フラガのフェリペ4世の肖像』(1644年)、フリック・コレクション 、ニューヨーク
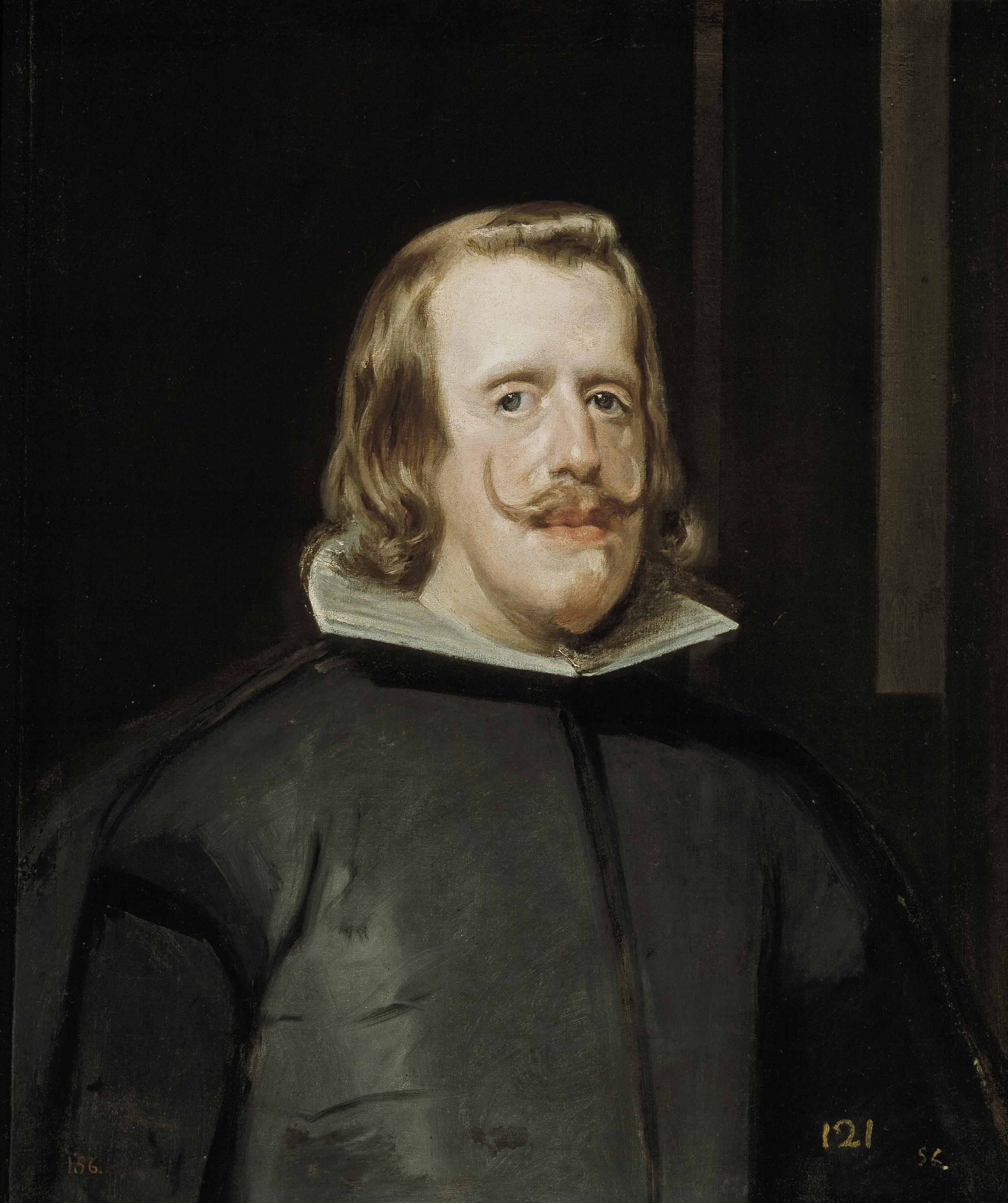
ディエゴ・ベラスケス『フェリペ4世』(1653年)、プラド美術館